# مدرسه قدیمی قهی
مدرسه قدیمی قهی مربوط به اواخر دوره قاجار - دوره پهلوی اول است و در شهرستان اصفهان، بخش جلگه، روستای تاریخی قهی واقع شده و این اثر در تاریخ ۱۹ مرداد ۱۳۸۴ با شمارهٔ ثبت ۱۲۹۸۵ به‌عنوان یکی از آثار ملی ایران به ثبت رسیده است.